# Provinciale weg 297
De provinciale weg 297 (N297) is een provinciale (auto)weg van de A2 bij Born tot de grens met Duitsland ter hoogte van Millen loopt. Met de aanleg van deze weg is in 2004 begonnen en in 2008 werd het laatste ontbrekende stuk naar Duitsland geopend. In het oosten sluit de N297 aan op de Duitse B56 (tijdens aanleg B56n), op 3 mei 2017 is deze volledig geopend, en vormt zo de schakel tussen het Nederlandse wegennet en de A46 richting Mönchengladbach en Düsseldorf.
In november 2008 is het grootste gedeelte van de route aan Duitse zijde (B56) opengesteld: er kan sindsdien tot de (voormalige) N274 worden doorgereden wat het verkeer richting Brunssum en Landgraaf een snellere route biedt vanuit het noorden. In 2017 is de volledige Duitse weg naar de A46 geopend.
Omdat de weg een belangrijke ontsluitingsweg van Sittard richting de A2 vormt is deze tussen de autosnelweg en de N276 bij Nieuwstadt als weg met 2×2 rijstroken uitgevoerd. Het resterende deel bestaat uit 1 rijstrook per richting gescheiden door een middengeleider. In Duitsland is er sprake van een inhaalstrook per richting.
Oorspronkelijk vormde de N297 een enkelbaans weg tussen Grevenbicht en Nieuwstadt. In 2004 is het deel ten westen van de A2 grotendeels overgedragen aan de gemeente Sittard-Geleen, enkel de eerste 200 meter tussen A2 en de rotonde met de Verloren van Themaatweg zijn nog onderdeel van de N297. De weg begint nu even voor hectometerpaal 10,0, doordat de eerste kilometers overgedragen zijn. Aan de oostkant is deels het oude traject behouden en verbreed en deels een nieuw tracé ontwikkeld met ongelijkvloerse kruispunten. Bij Nieuwstadt is ook een zogenaamd ‘ecombiduct’ over de weg gebouwd: een ecoduct, waarbij een buis voorkomt dat dieren gedesoriënteerd raken door de verlichting van het verkeer. De verdiepte ligging van de N297 maakte een compleet ondergrondse verbinding onmogelijk. Het ecombiduct is het eerste dat als zodanig in Nederland is aangelegd. Parallel aan het ecombiduct is een spoorbrug op maaiveldniveau aangelegd. Daarna kruist de weg drie beken kort na elkaar. De laatste beek (Roode Beek) vormt de grens met Duitsland, waar de B56 aansluit en een doorgaande verbinding vormt met de A46 richting Düsseldorf.
Achtereenvolgens wordt de N297 ook wel Aldenhofweg, Langereweg en Gelders Eind genoemd.

## Rijstrookindeling en maximumsnelheid
| Van                             | Naar                    | Rijstroken | Maximumsnelheid | Opmerkingen                                                  |
| ------------------------------- | ----------------------- | ---------- | --------------- | ------------------------------------------------------------ |
| Rotonde Verloren van Themaatweg | Einde bebouwde kom Born | 2x1        | 50 km/h         | 1 rijstrook per richting gescheiden door groen               |
| Einde bebouwde kom Born         | A2                      | 2x1        | 80 km/h         | 1 rijstrook per richting gescheiden door groen               |
| A2                              | Afrit N276              | 2x2        | 80 km/h         | 2 rijstroken per richting gescheiden door een middengeleider |
| Afrit N276                      | Duitse grens B56        | 2x1        | 80 km/h         | 1 rijstrook per richting gescheiden door een middengeleider  |

N62 · N69 · N251 · N252 · N253 · N254 · N255 · N256/A256 · N257 · N258 · N260 · N261 · N262 · N263 · N264 · N266 · N267 · N268 · N269 · N270/A270 · N271 · N272 · N273 · N274 · N275 · N276 · N277 · N278 · N279 · N280 · N281 · N282 · N283 · N284 · N285 · N286 · N287 · N288 · N289 · N290 · N291 · N292 · N293 · N294 · N295 · N296 · N296n · N297 · N298 · N300 · N321 · N322 · N324 · N329 · N389 · N394 · N395 · N396 · N397

N556 · N562 · N564 · N570 · N572 · N590 · N595 · N598 · N601 · N602 · N605 · N607 · N612 · N613 · N615 · N616 · N617 · N618 · N620 · N622 · N625 · N629 · N631 · N632 · N637 · N638 · N639 · N640 · N641 · N651 · N652 · N653 · N654 · N655 · N656 · N658 · N659 · N660 · N661 · N662 · N663 · N664 · N665 · N666 · N667 · N668 · N669 · N670 · N671 · N673 · N674 · N675 · N676 · N682 · N683 · N686 · N689 · N690 · N831 · N843

Voormalige provinciale wegen: N299 · N551 · N552 · N553 · N554 · N555 · N560 · N561 · N563 · N565 · N566 · N567 · N568 · N571 · N574 · N580 · N581 · N582 · N583 · N584 · N585 · N586 · N587 · N588 · N589 · N591 · N592 · N593 · N594 · N596 · N597 · N603 · N604 · N606 · N608 · N610 · N611 · N614 · N619 · N621 · N623 · N624 · N626 · N628 · N630 · N634 · N642 · N657